# Чарльз Сміт (баскетболіст, 1965)
Чарльз Деніел Сміт (англ. Charles Daniel Smith, нар. 16 липня 1965, Бриджпорт, Коннектикут, США) — американський професійний баскетболіст, що грав на позиції важкого форварда за декілька команд НБА. Гравець національної збірної США.

## Ігрова кар'єра
На університетському рівні грав за команду Піттсбург (1984–1988). Визнавався найкращим баскетболістом року конференції Big East. Також був включений до другої символічної збірної NCAA. 1986 року взяв участь у чемпіонаті світу з баскетболу, де став чемпіоном у складі збірної США. 1988 року завоював бронзову медаль Олімпіади в Сеулі.
1988 року був обраний у першому раунді драфту НБА під загальним 3-м номером командою «Філадельфія Севенті-Сіксерс». Проте професіональну кар'єру розпочав 1988 року виступами за «Лос-Анджелес Кліпперс», куди був обміняний відразу після драфту. Захищав кольори команди з Лос-Анджелеса протягом наступних 4 сезонів. За підсумками свого дебютного сезону в лізі був включений до першої збірної новачків НБА.
З 1992 по 1996 рік також грав у складі «Нью-Йорк Нікс», куди разом з Доком Ріверсом та Бо Кімблом був обміняний на Марка Джексона.
Останньою ж командою в кар'єрі гравця стала «Сан-Антоніо Сперс», куди перейшов у обмін на Джей Ар Ріда. До складу команди він приєднався 1996 року; відіграв 2 сезони, після чого завершив кар'єру.

## Статистика виступів в НБА

### Регулярний сезон
| Сезон             | Команда                 | GP  | GS  | MPG  | FG%  | 3P%  | FT%  | RPG | APG | SPG | BPG | PPG  |
| ----------------- | ----------------------- | --- | --- | ---- | ---- | ---- | ---- | --- | --- | --- | --- | ---- |
| 1988–89           | «Лос-Анджелес Кліпперс» | 71  | 56  | 30.4 | .495 | .000 | .725 | 6.5 | 1.5 | 1.0 | 1.3 | 16.3 |
| 1989–90           | «Лос-Анджелес Кліпперс» | 78  | 76  | 35.0 | .520 | .083 | .794 | 6.7 | 1.5 | 1.1 | 1.5 | 21.1 |
| 1990–91           | «Лос-Анджелес Кліпперс» | 74  | 74  | 36.5 | .469 | .000 | .793 | 8.2 | 1.8 | 1.1 | 2.0 | 20.0 |
| 1991–92           | «Лос-Анджелес Кліпперс» | 49  | 25  | 26.7 | .466 | .000 | .785 | 6.1 | 1.1 | 0.8 | 2.0 | 14.6 |
| 1992–93           | «Нью-Йорк Нікс»         | 81  | 68  | 26.8 | .469 | .000 | .782 | 5.3 | 1.8 | 0.6 | 1.2 | 12.4 |
| 1993–94           | «Нью-Йорк Нікс»         | 43  | 21  | 25.7 | .443 | .500 | .719 | 3.8 | 1.2 | 0.6 | 1.0 | 10.4 |
| 1994–95           | «Нью-Йорк Нікс»         | 76  | 58  | 28.3 | .471 | .226 | .792 | 4.3 | 1.6 | 0.6 | 1.3 | 12.7 |
| 1995–96           | «Нью-Йорк Нікс»         | 41  | 4   | 21.7 | .388 | .133 | .709 | 3.9 | 0.7 | 0.4 | 1.2 | 7.4  |
| 1995–96           | «Сан-Антоніо Сперс»     | 32  | 30  | 25.8 | .458 | –    | .767 | 6.3 | 1.1 | 1.0 | 0.9 | 9.6  |
| 1996–97           | «Сан-Антоніо Сперс»     | 19  | 7   | 17.3 | .405 | .000 | .769 | 3.4 | 0.7 | 0.7 | 1.2 | 4.6  |
| Усього за кар'єру | Усього за кар'єру       | 564 | 419 | 29.0 | .475 | .194 | .774 | 5.8 | 1.4 | 0.8 | 1.4 | 14.4 |

### Плей-оф
| Сезон             | Команда                 | GP | GS | MPG  | FG%  | 3P%  | FT%  | RPG | APG | SPG | BPG | PPG  |
| ----------------- | ----------------------- | -- | -- | ---- | ---- | ---- | ---- | --- | --- | --- | --- | ---- |
| 1992              | «Лос-Анджелес Кліпперс» | 5  | 5  | 29.6 | .393 | –    | .933 | 5.6 | 1.8 | 0.8 | 2.4 | 11.6 |
| 1993              | «Нью-Йорк Нікс»         | 15 | 15 | 25.9 | .471 | –    | .740 | 4.0 | 1.3 | 0.6 | 0.9 | 11.1 |
| 1994              | «Нью-Йорк Нікс»         | 25 | 18 | 24.5 | .480 | .000 | .729 | 3.8 | 1.0 | 0.5 | 1.0 | 8.8  |
| 1995              | «Нью-Йорк Нікс»         | 11 | 11 | 27.5 | .537 | .000 | .567 | 3.8 | 1.2 | 1.2 | 1.5 | 10.8 |
| 1996              | «Сан-Антоніо Сперс»     | 10 | 8  | 16.5 | .500 | –    | .375 | 3.7 | 1.0 | 0.7 | 1.0 | 5.1  |
| Усього за кар'єру | Усього за кар'єру       | 66 | 57 | 24.5 | .481 | .000 | .705 | 4.0 | 1.2 | 0.7 | 1.2 | 9.3  |